# Pháo
Nguyễn Diệu Huyền (28 de março de 2003), mais conhecida por seu nome artístico Pháo,  é uma cantora e compositora de Rap e V-pop vietnamita.

## Biografia
Ela cresceu em Tuyên Quang, e atualmente mora em Hanói. O nome Pháo foi escolhido por ela por simbolizar paixão, apesar de em uma entrevista anterior ela ter dito que era derivado do nome de um personagem do sitcom vietnamita Kim Chi Cà Pháo (Kimchi de Beringela). Em 2020, foi estudante na Universidade de Belas Artes de Hanói.
Pháo começou sua carreira no Rap em 2018. Ela disse admirar Cardi B e o rapper vietnamita Kimmese. Ela não era conhecida pelo grande público até a canção 2 Phút Hơn, a qual criou junto do produtor e DJ vietnamita Masew, que obteve mais de 30 milhões de visualizações. O remix KAIZ desta música obteve popularidade global e alcançou o topo da lista de músicas do Shazam.
Ela também participou do programa televisivo vietnamita Rei do Rap.
Em 2021, ela lançou uma nova versão de 2 Phút Hơn com o rapper americano Tyga, que tem ascendentes vietnamitas.